# Merlin und das Schwert Excalibur
Merlin und das Schwert Excalibur (Originaltitel Merlin and the Book of Beasts) ist ein kanadischer Fantasyfernsehfilm aus dem Jahr 2009 von Warren P. Sonoda. In den Film fließen historische Einflüsse der Artussage hinein. In den Hauptrollen sind James Callis als Zauberer Merlin und Laura Harris in der Rolle der Avlynn zu sehen.

## Handlung
Der Hexenmeister Arkadian hat Camelot mit Hilfe des magischen Buchs der Ungeheuer erobert. Prinzessin Avlynn, Tochter von König Artus und Guinevere, macht sich auf die Suche nach Merlin und bittet ihn, ihr zu helfen, Camelot zurückzuerobern. Dazu muss sie das heilige Schwert Excalibur finden. Begleitet wird sie von einer Gruppe von Rittern, darunter Sir Galahad, dessen Sohn Lysanor und der Ritter Tristan. Schließlich entpuppt sich Arkadian als ihr Halbbruder Mordred, Sohn von Morgan Le Fey und König Artus. Sie machen sich auf die Suche nach Merlin, dem Zauberer, der einst König Artus half, sein Königreich zu retten. Dieser lebt zurückgezogen in einem verzauberten Wald. Obwohl Merlin Avlynns Bitte, ihr zu helfen, zunächst ablehnt, stimmt er später zu und sie konfrontieren Arkadian gemeinsam in seinem Schloss. Während Merlin während des Kampfes getötet wird, gelingt es den Protagonisten, Camelot zurückzuerobern. Sie setzen ihre Reise auf der Suche nach einem magischen Brunnen fort, der für seine heilenden Kräfte bekannt ist, wovon sie sich erhoffen, Merlin zurück ins Leben zu bringen.
Als Avlynn und die Ritter am Brunnen ankommen, stellen sie fest, dass dieser ausgetrocknet ist. Dies veranlasst Galahad dazu vorzuschlagen, Merlin zurückzulassen. Avlynn weigert sich jedoch und schafft es, mit ihrem Blut Wasser aus dem Brunnen zu holen, wodurch Merlin wiederbelebt wird. Arkadian schickt an Medusa erinnernde Kreaturen los, um sie zu vernichten. Der völlig genesene Merlin überwältigt sie allerdings problemlos. Die Gruppe sucht den See des Schicksals, wo Avlynn das Schwert ihres Vaters Excalibur findet. Danach werden sie von einem Schwarm riesiger Vögel unter der Kontrolle von Arkadian gefangen, der später versucht, Avlynn zu schwängern. Zu diesem Zwecke nimmt er das Aussehen Lysanors an, für den Avlynn schwärmt. Während der letzten Schlacht gelingt es Merlin, die Seele von Arkadian in Camelot zu bannen und ihm seine magischen Kräfte zu nehmen. Avlynn spießt das Buch mit der Hilfe Excaliburs an den nahegelegenen Felsen auf und rettet so Merlin, der kurz davor war, vom Buch verzehrt zu werden.

## Hintergrund
Gedreht wurde der Film in Langley und Maple Ridge im kanadischen British Columbia. Der Film feierte seine Fernsehpremiere in den USA am 30. Mai 2009. In Deutschland erschien der Film am 1. April 2011.
James Callis, Darsteller des Merlins, verkörperte in einer Episode der vierten Staffel der Fernsehserie Merlin – Die neuen Abenteuer einen Charakter, der Merlin, gespielt von Colin Morgan, auf die böse Seite ziehen will, aber schlussendlich scheitert.

## Rezeption
„Gedankenarmes Fantasy-Abenteuer, das mit passablen Effekten immerhin für kurzweilige, wenn auch oberflächliche Unterhaltung sorgt.“

Auf Rotten Tomatoes hat der Film bei über 250 Bewertungen gerade mal eine Wertung von 15 %.